# Andoharano
Andoharano là một chi nhện trong họ Filistatidae.